# Jin Xiao Hou
Jin Xiao Hou (chinois : 晉孝侯 ou 晋孝侯, Hanyu pinyin : Jìn Xiào Hóu), nom ancestral Ji (姬), prénom Ping (平), était le treizième souverain de l'état de Jin. Il était également le troisième dirigeant de Jin au cours de la Période des Printemps et Automnes. Il a régné pendant seize ans.
En 739 av. J.-C., la 7e année du règne du marquis Jin Zhao Hou, un fonctionnaire Jin nommé Panfu (潘父) assassina le marquis Zhao de Jin et accueillit l'oncle Quwo Huan Shu pour monter sur le trône de Jin. Il accepta l'accueil de Panfu et entra dans Jin. Quand il est entré, le peuple Jin a amené des troupes pour l'empêcher d'entrer. Il a perdu et est revenu à Quwo. Ensuite, le peuple Jin a demandé au fils du marquis Zhao de Jin, Ping, de monter sur le trône et il est devenu le prochain dirigeant de Jin : Marquis Xiao de Jin. Après être monté sur le trône, il a tué Panfu pour se venger de son père.
En 724 av. J.-C., la 15e année de son règne, le fils de l'oncle Huan de Quwo, le comte Quwo Zhuang Bo, assassina le marquis Xiao de Jin alors qu'il était dans la capitale de Jin, Yi (翼). Ensuite, les troupes Jin ont attaqué le comte Zhuang de Quwo alors il s'est retiré vers Quwo. Le peuple Jin a demandé au fils du marquis Xiao de Jin, Xi, de devenir le prochain dirigeant de Jin et il est devenu le marquis Jin E Hou.